# Gnadenfrist (Grunberg)
Gnadenfrist (niederländischer Originaltitel: Het aapje dat geluk pakt) ist ein Roman des niederländischen Schriftstellers Arnon Grunberg.

## Handlung
Peru, 1996: Jean Baptist Warnke ist stellvertretender Botschafter der Niederlande in Lima. Wegen seines guten Aussehens, seines zurückhaltend-höflichen Auftretens und seiner Meinungslosigkeit ist er der geborene Diplomat. Mit seiner Frau Catherina und seinen zwei Töchtern führt er ein angenehmes, aber aufregungsarmes Leben. Seine Arbeit verlangt ihm nicht viel ab, und so hat er Zeit, die Nachmittage im Cafe El Corner zu verbringen. Dort lernt er die junge Soziologiestudentin Malena kennen. Sie treffen sich von nun an regelmäßig dort, Malena flirtet mit ihm und er verliebt sich leidenschaftlich in sie. Das erschüttert ihn sehr, denn niemand, auch nicht er selbst, hätte ihm Leidenschaft für irgendetwas zugetraut.
Malena lädt Warnke zu einem Konzert ihres Chores ein, und er geht hin, obwohl er sich dafür in eine unsichere Gegend Limas begeben muss. Nach dem Konzert sitzt er noch mit Malena und einigen ihrer Freunde zusammen, trinkt viel Alkohol, und als die Freunde mit einer fadenscheinigen Begründung den Raum verlassen, verführt Malena ihn zum Sex.
Malena nimmt in Warnkes Denken immer mehr Raum ein, er kann sich immer weniger auf seine Arbeit und seine Familie konzentrieren und verhält sich immer auffälliger. Er trifft sich regelmäßig mit Malena in einer Wohnung und schreibt ihr spanische Liebesgedichte. Manchmal bittet Malena ihn, von der Botschaft aus für sie Päckchen zu verschicken. Nach und nach traut er sich auch, sich mit ihr in der Öffentlichkeit zu zeigen und geht mit ihr in den Zoo. Er glaubt an eine gemeinsame Zukunft mit Malena, doch da er auch seine Frau und seine Kinder immer noch liebt, schiebt er ein klärendes Gespräch mit seiner Frau hinaus.
Inzwischen wurde ein Prestigeprojekt der niederländischen Botschaft, ein Dokumentationszentrum über aussterbende Eingeborenensprachen, von Terroristen in die Luft gesprengt. Nun hat Warnke mehr in der Botschaft zu tun, da ein neues Prestigeprojekt gefunden und zudem der Besuch des Entwicklungshilfeministers vorbereitet werden muss. Die Weihnachtszeit naht, und im Auftrag des Botschafters muss sich Warnke bei einem Fest in der Botschaft als Sinterklaas verkleiden und Geschenke verteilen. Als er zu Hause auch für seine Töchter den Sinterklaas spielen soll, hat er einen Nervenzusammenbruch.
Bald steht ein Empfang in der japanischen Botschaft auf dem Programm, doch für Warnke unverständlicherweise bittet Malena ihn, dort nicht hinzugehen. Am Abend des Empfangs sitzt er mit seiner Frau vor dem Fernseher und erfährt, dass die Terrorgruppe Movimiento Revolucionario Túpac Amaru die Botschaft überfallen und Geiseln genommen hat. Warnke kann sich nicht vorstellen, dass Malena etwas mit der Geiselnahme zu tun hat. Er geht weiter ins Café, aber sie bleibt verschwunden. Der Schuhputzjunge Roberto gaukelt ihm vor, ihn zu Malena führen zu können, tatsächlich ist es aber eine Falle, und eine Gruppe Straßenkinder stiehlt ihm seine Schuhe und die Geldbörse.
Es ist Frühjahr, die Geiseln sind immer noch nicht befreit. Die Regierung in Den Haag wird misstrauisch, da Warnke und der Botschafter eigentlich auch zu dem Empfang hätten gehen sollen. Am 22. April dringt das Militär in die Botschaft ein, tötet alle Geiselnehmer und befreit die Geiseln. Warnke sieht im Fernsehen den Präsidenten Fujimori an den toten Terroristen vorbeigehen – und erkennt Malena unter ihnen. Er glaubt sogar, eine silberne Halskette, die er ihr geschenkt hat, zu erkennen, und deutet das als Zeichen ihrer Liebe.
Kurz darauf wird er ins Büro des Botschafters gerufen. Dieser konfrontiert ihn mit Fotos, die ihn mit Malena im Zoo zeigen. Auch von den verschickten Päckchen weiß er. Warnke erkennt, dass er sich von den Terroristen benutzen ließ und muss seinen Dienst quittieren. Ohne noch einmal mit seiner Frau und den Kindern zu sprechen, taucht er in Lima unter, während sie in die Niederlande zurückkehrt und die Scheidung einreicht.
Warnke, bisher immer sehr auf sein Äußeres bedacht, verkommt nun immer mehr, übernachtet in billigen Hotels, hat zu niemandem mehr Kontakt und verbringt die Tage in Kirchen, weil er dort Ruhe hat. Dort trifft er Monate später auf einen der jungen Männer, die er bei Malenas Chorkonzert kennengelernt hat, und der, wie er nun weiß, auch zu der Terrorgruppe gehört.
Februar 1998: Warnke, nun wieder rasiert und gut gekleidet, wartet im Auftrag der Terrorgruppe am Flughafen Lima auf einen Flug nach Miami. Er glaubt immer noch, dass Malena seine einzige wahre Liebe war. Er trägt einen Sprengstoffgürtel. In der Schlange vor der Sicherheitskontrolle, mit einem letzten Gruß an Malena auf den Lippen, drückt er den Zünder.

## Erzählstil
Die Handlung wird aus Warnkes Perspektive wiedergegeben, mit einem hohen Erzähltempo und einigen Zeitsprüngen. Durch viele Andeutungen kann der Leser (im Gegensatz zu Warnke) früh erahnen, dass er sich in Gefahr begibt; aus seiner Naivität und blinder Verliebtheit, zusammen mit dem stellenweise ironischen Tonfall des Erzählers, ergibt sich daher der Humor des Romans.

## Publikationsgeschichte
Der Roman erschien 2004 im Amsterdamer Verlag Nijgh & van Ditmar, die deutsche Übersetzung von Rainer Kersten erschien 2006 im Diogenes Verlag, im gleichen Jahr wie das von Christian Berkel gelesene Hörbuch. Weitere Übersetzungen erschienen in französischer und kroatischer Sprache.

## Rezeption
In den deutschsprachigen Feuilletons gab es eine breite und ausgesprochen positive Reaktion auf den Roman. Dabei wurden besonders Grünbergs lakonischer Erzählstil sowie die gelungene Mischung aus Spannung und skurrilem Humor gewürdigt.